# ジアルジア
ジアルジアは脊椎動物の腸管に寄生する原生生物の1つで、人面にも喩えられる特徴的な形態をしている。宿主にもよるがジアルジア症を引き起こす病原体である。分類学上はジアルジア属(Giardia)とする。

## 発見と命名
ジアルジアの発見は、レーウェンフックが1681年に自らの下痢便を顕微鏡観察したことに遡る。1859年になってランブル(Vilém Dušan Lambl)がCercomons属の新種として命名し詳細な報告を行ったが、まもなくこの時の命名に分類学的な問題が認識されるようになった。そこで1879年から1881年にかけてDimorphusおよびMegastomaという新属が提案されたが、いずれもすでに他の動物に与えられた名前であり命名法上の問題があった。ようやく1888年にブランシャール(Raphaël Blanchard)がランブルの貢献を記念してLambliaという属名を立て、これは20年以上にわたって実際に使用された。一方Giardiaは1882年にキュンストラー(Joseph Künstler)が、おたまじゃくしから見出した寄生虫に与えた属名である。1914年にAlexeieffがLambliaとGiardiaは同属である、すなわちLambliaはそれより6年早く命名されたGiardiaのシノニムであることを主張し、これが次第に受け入れられるようになった。

## 生活環
ジアルジアのシストは、宿主の糞便に混ざって排出される。シストは湿った涼しい環境では数ヶ月感染力を維持する。
シストは経口摂取されると、十二指腸で有糸分裂しトロフォゾイトとなる。そして、腸の粘液層の下の微絨毛に、腹部の吸盤で付着する。これで新しい宿主への感染が確立される。
いくつかの主要な胆汁酸塩の存在など、腸内環境の変化により、次世代のシストが形成される。シストは糞便と共に排出さえ、汚染された水や食事、肉体の接触により、感染が拡大する。

## 分類

### 目以上
ランブル鞭毛虫が所属するディプロモナス目は、古典的な分類体系では動物性鞭毛虫綱に含めていたが、分子系統解析によればエクスカバータのうちフォルニカータという系統に属している。

### 分類史
ジアルジアの種分類はいくつかの理由で困難である。
1. 無性生殖のため、種の認定が難しい。
2. 初期の分類では宿主ごとに過剰な種が認定され、その後の光学顕微鏡での形態分類では種の数が少なすぎた。
3. 宿主間のクロス感染実験の結果に一貫性がない。
4. 分子系統学以前には、適切な利用できる特徴がなかった。

Giardia の種は、宿主ごとに40種以上に分類された。一方、Simon は形態に基づき G. lamblia と G. muris に分類した。1952年 Filice は中央小体の詳細な形態分類により G. duodenalis、G. muris、G. agilis の3種に分類した。

### 現在の分類
現在では形態観察や分子系統解析に基づいて、以下のように分類される。
Giardia agilis Künstler, 1883
栄養型が縦に細長く、中央小体は棍棒状。両生類に寄生。
Giardia muris (Grassi, 1879)
栄養型が小型で丸い、中央小体も小さく丸い。主として齧歯類に寄生。
Giardia duodenalis (Davaine, 1875)
Giardia intestinalis、Giardia lamblia はシノニム。
栄養型が洋梨形で、中央小体はかぎ爪状。ヒトを含む哺乳類に寄生。
Giardia psittaci Erlandsen & Bemrick, 1987
インコに寄生。
Giardia ardeae Noller, 1920
サギ科に寄生。
Giardia microti Kofoid & Christiansen, 1915
ハタネズミなど齧歯類に寄生。
Giardia peramelis Hillman et al., 2016
バンディクート目（有袋類）のコミミバンディクートに寄生。
このうち G. duodenalis には宿主特異性の異なる複数の遺伝型があることが判明しており、それぞれを独立種と考える場合は以下の通りとなる。
Giardia duodenalis (Davaine, 1875)
ヒト、霊長類、イヌ、ネコ、ウシ、齧歯類、野生哺乳類に寄生。Assemblage Aに相当。
Giardia enterica (Grassi, 1881)
ヒト、霊長類、イヌ、ウシ、ウマに寄生。Assemblage Bに相当。
Giardia canis Hegner, 1922
イヌに寄生。Assemblage C/Dに相当。
Giardia bovis Fantham, 1921
偶蹄類に寄生。Assemblage Eに相当。
Giardia cati Deschiens, 1925
ネコに寄生。Assemblage Fに相当。
Giardia simondi Lavier, 1924
齧歯類に寄生。Assemblage Gに相当。

## 宿主との共進化
ヒトに寄生する G. intestinalis とサギ科に寄生する G. ardeae との間の遺伝的距離は、G. intestinalis 内部の遺伝的多様性より大きい。これは、ジアルジアと宿主との間の共進化が起こったことを裏付ける。
しかし、齧歯類に寄生する G. muris は、共進化が起こった場合に予想される、G. intestinalis に遺伝的に近いという結果にはなっておらず、G. intestinalis と G. ardeae から離れている。